# 中村光 (工学者)
中村 光 （なかむら ひかる、1964年 - ） は、日本の土木工学者。名古屋大教授。元土木学会構造工学委員会委員長。

## 人物・経歴
愛知生まれ。1987年名古屋大学工学部土木工学科卒業。1989年名古屋大学大学院工学研究科博士前期課程修了。1992年名古屋大学大学院工学研究科土木工学専攻博士後期課程修了、博士（工学）、山梨大学工学部講師。1995年山梨大学工学部助教授。2002年名古屋大学大学院工学研究科助教授。2004年名古屋大学大学院工学研究科教授。2017年土木学会構造工学委員会委員長。2018年プレストレストコンクリート工学会理事。2019年日本コンクリート工学会理事。

## 受賞
- 日本コンクリート工学会賞（論文賞） , 2020[2]
- Journal of advanced concrete technology Three outstanding papers of the year 2019[2]
- コンクリート工学会功績賞 , 2019[2]
- 土木学会吉田賞 , 2019[2]
- Journal of advanced concrete technology Three outstanding papers of the year 2017[2]
- 新道路技術会議優秀技術研究開発賞 , 2011[2]
- 土木学会吉田賞 , 2008年[2]
- 日本コンクリート工学協会賞（論文賞）[2]
- Journal of advanced concrete technology Best three papers of the year 2006[2]
- 土木学会論文奨励賞 , 1994[2]
- 材料学会コンクリート構造物の補修,補強，アップグレードシンポジウム最優秀論文賞 , 2010[2]
- 土木学会 構造工学シンポジウム論文賞 , 2002[2]
- コンクリート工学年次大会優秀講演賞 , 1992[2]
- コンクリート工学年次大会優秀講演賞 , 1991[2]
- コンクリート工学年次大会優秀講演賞 , 1990[2]
- コンクリート工学年次大会優秀講演賞 , 1989[2]
- 土木学会年次大会優秀講演賞 , 1997[2]